# Leucania extincta
Leucania extincta är en fjärilsart som beskrevs av Druce. Leucania extincta ingår i släktet Leucania och familjen nattflyn. Inga underarter finns listade i Catalogue of Life.